# أمراض متوسطة التمنيع
الأمراض متوسطة التمنيع (بالإنجليزية: Immune-mediated disease) هي الحالات التي تنتج عن النشاط الغير طبيعي لجهاز المناعة في الجسم. حيث أن الجهاز المناعي قد يبالغ في رد الفعل (على سبيل المثال، التهاب الجلد التماسي «الإكزيما» المناعي)، أو البدء في مهاجمة الجسم (على سبيل المثال، مرض المناعة الذاتية «فقر الدم الانحلالي»). تعتبر أمراض المناعة الذاتية مجموعة جزئية من الأمراض المناعية.